# Brachyphylla cavernarum
Brachyphylla cavernarum (en: Antillean fruit-eating bat) är en däggdjursart som beskrevs av Gray 1834. Brachyphylla cavernarum ingår i släktet Brachyphylla, och familjen bladnäsor. IUCN kategoriserar arten globalt som livskraftig. Inga underarter finns listade i Catalogue of Life. Wilson & Reeder (2005) skiljer mellan tre underarter.
Artepitet i det vetenskapliga namnet är latin och syftar på sovplatsen i grottor.
Arten blir 80 till 103 mm lång och saknar synlig svans. Den har 17 till 23 mm långa bakfötter, 18 till 23 mm långa öron och 59 till 71 mm långa underarmar. Pälsens hår är gul- eller vitaktiga vid roten och mörk på spetsen. Kroppens färg är ofta ljusbrun med några mörkare ställen i svartbrun, gråbrun eller gråsvart. Mellan underarterna finns tydliga storleksskillnader. I motsats till Brachyphylla nana har arten en längre tanduppsättning. I varje käkhalva finns 2 framtänder, 1 hörntand, 2 premolarer och 3 molarer. En mindre hudflik på näsan (bladet) förekommer. Underläppen är V-formig med några vårtiga utskott. Vikten ligger mellan 45 och 67 g.
Denna fladdermus förekommer på karibiska öar från Puerto Rico till Barbados. Habitatet varierar mellan skogar och andra landskap.
Individerna bildar kolonier och vilar i grottor eller andra gömställen, till exempel byggnader. De äter insekter, pollen och frukter. Honor som tillhör samma flock föder sina ungar troligen samtidig. Individerna lämnar viloplatsen senare än Artibeus jamaicensis. Oftast söker Brachyphylla cavernarum nära trädens topp efter föda och Artibeus jamaicensis föredrar de lägre delarna. Ungen får ungefär två månader efter födelsen flygförmåga. Hannar och honor kan vara rätt aggressiva när de känner sig besvärad vid födosöket.